# 紫苑ステークス
紫苑ステークス（しおんステークス）は、日本中央競馬会（JRA）が中山競馬場で施行する中央競馬の重賞競走（GII）である。
競走名の「紫苑」は日本・朝鮮・中国・シベリアなどに分布するキク科の多年草。秋には茎頂が分枝し、淡紫色の頭花をつける。花言葉は「思い出」「追憶」。

## 概要
1996年にエリザベス女王杯の古馬開放に伴い、新たに秋の4歳（現：3歳）牝馬の目標レースとなる秋華賞が新設され、関東圏におけるトライアル競走としてはクイーンステークスが指定されるが、2000年の牝馬重賞路線の整備により古馬に開放かつ札幌競馬場での開催に移設されたことに伴い、新たに関東圏からの秋華賞へのトライアル競走の役目を担う形で、同年に4歳（現：3歳）牝馬によるオープン特別として創設される。
その後、2016年より重賞（GIII）に格上げされた。これにより、従前、2着以内の馬に与えられていた秋華賞の優先出走権が、3着以内の馬までに拡大されている。
重賞昇格後、本競走の出走馬が本番の秋華賞で好走するケースが顕著になっており、2024年までの勝馬9頭のうち秋華賞勝馬および後の海外GIウイナー2頭ずつを輩出した。JRAは「秋華賞の前哨戦として競走内容が充実している」として、2023年からのGII競走への昇格を日本グレード格付け管理委員会に申請。2023年1月19日にGII格付け申請が承認され「GII」に昇格。競馬サークル全体の大きな注目を集める競走に成長している。
2025年からは、同じ4回中山競馬開幕週に行われてきたG3京成杯オータムハンデキャップと開催曜日を入れ替え、日曜日のメインレースとして行われる。

### 競走条件
以下の内容は、2024年現在のもの。
出走資格：サラ系3歳牝馬
- JRA所属馬（外国産馬含む）
- 地方競馬所属馬（3頭まで）
- 外国調教馬

負担重量：馬齢（55kg）

### 賞金
2023年の1着賞金は5200万円で、以下2着2100万円、3着1300万円、4着780万円、5着520万円。

## 歴史
- 2000年 - 4歳牝馬限定のオープン特別として、中山競馬場の芝1800mで創設。2着馬までに秋華賞の優先出走権を付与。
- 2001年 - 馬齢表示の国際基準への変更に伴い、出走条件を「3歳牝馬」に変更。
- 2007年 - 施行距離を芝2000mに変更。
- 2013年 - この年に限り「トウカイテイオー追悼競走」の副題が付く[9]。
- 2016年 - 重賞（GIII）に格付け、優先出走権付与も3着までに変更[10]。国際競走に指定される。
- 2018年 - 「中山競馬場開設90周年記念」の副題が付く[11]。
- 2020年 - 新型コロナウイルスの感染拡大防止のため、「無観客競馬」として実施[12]。
- 2023年 - GIIに昇格[13]。
- 2025年 ‐ 施行日を日曜日に変更予定（同週の京成杯オータムハンデキャップと変更予定）。

### 歴代優勝馬
コース種別を記載していない距離は、芝コースを表す。
| 回数  | 施行日        | 競馬場 | 距離  | 優勝馬             | 性齢 | タイム | 優勝騎手   | 管理調教師 | 馬主                     |
| ----- | ------------- | ------ | ----- | ------------------ | ---- | ------ | ---------- | ---------- | ------------------------ |
| 第1回 | 2016年9月10日 | 中山   | 2000m | ビッシュ           | 牝3  | 1:59.7 | 戸崎圭太   | 鹿戸雄一   | 窪田康志                 |
| 第2回 | 2017年9月9日  | 中山   | 2000m | ディアドラ         | 牝3  | 1:59.8 | 岩田康誠   | 橋田満     | 森田藤治                 |
| 第3回 | 2018年9月8日  | 中山   | 2000m | ノームコア         | 牝3  | 1:58.0 | C.ルメール | 萩原清     | 池谷誠一                 |
| 第4回 | 2019年9月7日  | 中山   | 2000m | パッシングスルー   | 牝3  | 1:58.3 | 戸崎圭太   | 黒岩陽一   | （有）キャロットファーム |
| 第5回 | 2020年9月12日 | 中山   | 2000m | マルターズディオサ | 牝3  | 2:02.1 | 田辺裕信   | 手塚貴久   | 藤田在子                 |
| 第6回 | 2021年9月11日 | 中山   | 2000m | ファインルージュ   | 牝3  | 1:58.2 | 福永祐一   | 岩戸孝樹   | 六井元一                 |
| 第7回 | 2022年9月10日 | 中山   | 2000m | スタニングローズ   | 牝3  | 1:59.9 | 坂井瑠星   | 高野友和   | （有）サンデーレーシング |
| 第8回 | 2023年9月9日  | 中山   | 2000m | モリアーナ         | 牝3  | 1:58.0 | 横山典弘   | 武藤善則   | 高橋文男                 |
| 第9回 | 2024年9月7日  | 中山   | 2000m | クリスマスパレード | 牝3  | 1:56.6 | 石川裕紀人 | 加藤士津八 | （株）G1レーシング       |

### 2015年までの優勝馬
| 施行日        | 競馬場 | 距離  | 条件     | 優勝馬             | 性齢 | タイム | 優勝騎手 | 管理調教師 | 馬主                         |
| ------------- | ------ | ----- | -------- | ------------------ | ---- | ------ | -------- | ---------- | ---------------------------- |
| 2000年9月9日  | 中山   | 1800m | オープン | メジロマリー       | 牝3  | 1:50.3 | 吉田豊   | 大久保洋吉 | メジロ商事(株)               |
| 2001年9月8日  | 中山   | 1800m | オープン | レディパステル     | 牝3  | 1:47.3 | 蛯名正義 | 田中清隆   | (株)ロードホースクラブ       |
| 2002年9月7日  | 新潟   | 1800m | オープン | オースミコスモ     | 牝3  | 1:47.0 | 常石勝義 | 中尾正     | 山路秀則                     |
| 2003年9月13日 | 中山   | 1800m | オープン | レンドフェリーチェ | 牝3  | 1:49.7 | 中舘英二 | 宮徹       | (有)社台レースホース         |
| 2004年9月11日 | 中山   | 1800m | オープン | インゴット         | 牝3  | 1:47.3 | 北村宏司 | 藤沢和雄   | 堤賢一                       |
| 2005年9月10日 | 中山   | 1800m | オープン | コスモマーベラス   | 牝3  | 1:49.1 | 柴田善臣 | 中村均     | 岡田美佐子                   |
| 2006年9月9日  | 中山   | 1800m | オープン | サンドリオン       | 牝3  | 1:47.2 | 川田将雅 | 安田隆行   | (有)ノースヒルズマネジメント |
| 2007年9月8日  | 中山   | 2000m | オープン | アルコセニョーラ   | 牝3  | 1:59.6 | 中舘英二 | 畠山重則   | 中村政勝                     |
| 2008年9月13日 | 中山   | 2000m | オープン | モエレカトリーナ   | 牝3  | 1:59.4 | 松岡正海 | 畠山重則   | (有)ビッグレッドファーム     |
| 2009年9月12日 | 中山   | 2000m | オープン | ダイアナバローズ   | 牝3  | 2:00.4 | 北村宏司 | 小笠倫弘   | 猪熊広次                     |
| 2010年9月11日 | 中山   | 2000m | オープン | ディアアレトゥーサ | 牝3  | 1:58.8 | 内田博幸 | 畠山吉宏   | 高樽さゆり                   |
| 2011年9月10日 | 中山   | 2000m | オープン | カルマート         | 牝3  | 1:58.2 | 安藤勝己 | 戸田博文   | (有)サンデーレーシング       |
| 2012年9月9日  | 中山   | 2000m | オープン | パララサルー       | 牝3  | 1:58.4 | 三浦皇成 | 国枝栄     | (株)G1レーシング             |
| 2013年9月7日  | 中山   | 2000m | オープン | セキショウ         | 牝3  | 1:59.3 | 吉田豊   | 杉浦宏昭   | 山岸桂市                     |
| 2014年9月13日 | 新潟   | 2000m | オープン | レーヴデトワール   | 牝3  | 2:03.3 | 川田将雅 | 松田博資   | (有)サンデーレーシング       |
| 2015年9月12日 | 中山   | 2000m | オープン | クインズミラーグロ | 牝3  | 2:00.2 | 吉田豊   | 和田正道   | (株) クイーンズ・ランチ      |

### 各回競走結果の出典
- JRA年度別全成績
  - （2024年）“第4回 中山競馬 第1日” (PDF).   日本中央競馬会. p. 6. 2024年9月8日閲覧。（索引番号：25011）
  - （2023年）“第4回 中山競馬 第1日” (PDF).   日本中央競馬会. p. 6. 2023年9月11日閲覧。（索引番号：25011）
  - （2022年）“第4回 中山競馬 第1日” (PDF).   日本中央競馬会. p. 6. 2022年9月18日閲覧。（索引番号：25011）
  - （2021年）“第4回 中山競馬 第1日” (PDF).   日本中央競馬会. p. 6. 2021年9月16日閲覧。（索引番号：25011）
  - （2020年）“第4回 中山競馬 第1日” (PDF).   日本中央競馬会. p. 6. 2020年9月19日閲覧。（索引番号：25011）
  - （2019年）“第4回 中山競馬 第1日” (PDF).   日本中央競馬会. p. 6. 2020年9月19日閲覧。（索引番号：25011）
  - （2018年）“第4回 中山競馬 第1日” (PDF).   日本中央競馬会. p. 6. 2020年9月19日閲覧。（索引番号：25011）
  - （2017年）“第4回 中山競馬 第1日” (PDF).   日本中央競馬会. p. 6. 2020年9月19日閲覧。（索引番号：25011）
  - （2016年）“第4回 中山競馬 第1日” (PDF).   日本中央競馬会. p. 6. 2020年9月19日閲覧。（索引番号：25011）
  - （2015年）“第4回 中山競馬 第1日” (PDF).   日本中央競馬会. p. 6. 2021年8月9日閲覧。（索引番号：25011）
  - （2014年）“第3回 新潟競馬 第1日” (PDF).   日本中央競馬会. p. 6. 2021年8月9日閲覧。（索引番号：25011）
  - （2013年）“第4回 中山競馬 第1日” (PDF).   日本中央競馬会. p. 6. 2021年8月9日閲覧。（索引番号：25011）
  - （2012年）“第4回 中山競馬 第1日” (PDF).   日本中央競馬会. p. 6. 2021年8月9日閲覧。（索引番号：25011）
  - （2011年）“第4回 中山競馬 第1日” (PDF).   日本中央競馬会. p. 6. 2021年8月9日閲覧。（索引番号：27011）
  - （2010年）“第4回 中山競馬 第1日” (PDF).   日本中央競馬会. p. 11. 2021年8月9日閲覧。（索引番号：26011）
  - （2009年）“第4回 中山競馬 第1日” (PDF).   日本中央競馬会. p. 11. 2021年8月9日閲覧。（索引番号：25011）
  - （2008年）“第4回 中山競馬 第1日” (PDF).   日本中央競馬会. p. 11. 2021年8月9日閲覧。（索引番号：26011）
  - （2007年）“第4回 中山競馬 第1日” (PDF).   日本中央競馬会. p. 11. 2021年8月9日閲覧。（索引番号：26011）
  - （2006年）“第4回 中山競馬 第1日” (PDF).   日本中央競馬会. p. 11. 2021年8月9日閲覧。（索引番号：26011）
  - （2005年）“第4回 中山競馬成績集計表” (PDF).   日本中央競馬会. pp. 2861-2862. 2021年8月9日閲覧。（索引番号：26011）
  - （2004年）“第4回 中山競馬 第1日” (PDF).   日本中央競馬会. pp. 2874-2875. 2021年8月9日閲覧。（索引番号：26011）
  - （2003年）“第5回 中山競馬 第1日” (PDF).   日本中央競馬会. pp. 2849-2850. 2021年8月9日閲覧。（索引番号：26011）
  - （2002年）“第4回 新潟競馬 第1日” (PDF).   日本中央競馬会. pp. 2699-2700. 2021年8月9日閲覧。（索引番号：25011）

- netkeiba.comより（最終閲覧日：2024年9月9日）
  - 2002年、2003年、2004年、2005年、2006年、2007年、2008年、2009年、2010年、2011年、2012年、2013年、2014年、2015年、2016年、2017年、2018年、2019年、2020年、2021年、2022年、2023年、2024年

- JBISサーチ（最終閲覧日：2015年10月20日）
  - 2000年、2001年、2002年、2003年、2004年、2005年、2006年、2007年、2008年、2009年、2010年、2011年、2012年、2013年、2014年、2015年、2016年